# Sydney Humphreys
Sydney Humphreys (* 26. September 1926 in Chilliwack; † 16. Februar 2015) war ein kanadischer Geiger und Musikpädagoge.

## Leben
Humphreys studierte Violine bei Gregori Garbovitsky in Vancouver, Kathleen Parlow in Toronto, Thomas Matthews und Frederick Grinke an der Royal Academy of Music in London und bei George Enescu in Paris. Von 1952 bis 1970 leitete er das Londoner Aeolian String Quartet, mit dem er internationale Tourneen unternahm und Platten- und Rundfunkaufnahmen einspielte. Daneben gehörte er von 1954 bis 1965 dem St Cecilia Trio an, war Konzertmeister des Bath Festival Orchestra unter Leitung von Yehudi Menuhin und Solist bei verschiedenen Orchestern der BBC.
Von 1972 bis 1974 war Humphreys Konzertmeister des BBC Scottish Orchestra, in der darauf folgenden Saison der Bornemouth Sinfonietta und 1975–76 des Victoria Symphony Orchestra. Er gab Konzerte mit dem Trio Victoria (mit Robin Wood, Klavier und Jim Hunter, Cello) u. a. in der CBC-Rundfunkserie Music to See und spielte von 1979 bis 1987 die Erste Violine im Purcell String Quartet. 1991–92 war er erneut Konzertmeister des Victoria Symphony Orchestra.
Von 1970 bis 1972 und von 1975 bis zu seiner Pensionierung 2001 leitete Humphreys das Streicher-Department des Victoria Conservatory of Music.  Zu seinen Schülern zählten u. a. Jonathan Crow, Nikki Chooi, Gwen Hoebig und Emlyn Ngai.